# Zelotes gussakovskyi
Zelotes gussakovskyi är en spindelart som beskrevs av Dmitry Evstratievich Kharitonov 1951. Zelotes gussakovskyi ingår i släktet Zelotes och familjen plattbuksspindlar. Inga underarter finns listade i Catalogue of Life.